# Goldman Sachs Commodity Index
Il Goldman Sachs Commodity Index (GSCI) è stato nel 1991 il primo indice valutario della produzione mondiale inizialmente di 18 ingredienti alimentari trasformati in commodities, attualmente composto da 24 contratti futures.

## Descrizione
L'indice GSCI serve principalmente come benchmark per investire sul mercato delle commodity e come indicatore delle performance delle commodity nel tempo.
È un indice realmente disponibile al Chicago Mercantile Exchange (CME).